# CBGB (film)
Pour les articles homonymes, voir CBGB (homonymie).
Pour plus de détails, voir Fiche technique et Distribution.
CBGB est un film biographique américain coproduit, coécrit et réalisé par Randall Miller sorti en 2013. 

## Synopsis
L'histoire du club new yorkais CBGB fondé par Hilly Kristal (Rickman) et des groupes qui y ont débuté.

## Fiche technique
- Titre original : CBGB
- Titre français :
- Titre québécois :
- Réalisation : Randall Miller
- Scénario : Randall Miller et Jody Savin
- Direction artistique : Craig Stearns
- Décors :
- Costumes : Jillian Kreiner
- Montage :
- Musique :
- Photographie : Mike Ozier
- Son :
- Production : Randall Miller, Brad Rosenberger et Jody Savin
- Sociétés de production : Unclaimed Freight Productions et Rampart Films
- Sociétés de distribution :
- Budget :
- Pays d’origine :  États-Unis
- Langue originale :
- Durée : 101 minutes
- Format : couleur - 35 mm - 1,85:1 - son Dolby numérique
- Genre : Drame, historique
- Dates de sortie
- États-Unis : 11 octobre 2013

## Distribution
- Malin Åkerman : Debbie Harry
- Johnny Galecki : Terry Ork
- Ashley Greene : Lisa Kristal
- Stana Katic : Genya Ravan
- Ryan Hurst : Mad Mountain
- Alan Rickman : Hilly Kristal
- Rupert Grint : Cheetah Chrome
- Justin Bartha : Stiv Bators
- Kyle Gallner : Lou Reed
- Mickey Sumner : Patti Smith
- Bradley Whitford : Nicky Gant
- Michael Massee : Stan
- Donal Logue : Merv Ferguson
- Freddy Rodríguez : Idaho
- Joel David Moore : Joey Ramone
- Ahna O'Reilly : Mary Harron
- Taylor Hawkins : Iggy Pop